# Topador
Topador est une ville de l'Uruguay située dans le département d'Artigas. Sa population est de 205 habitants.

## Population
| Année | Population |
| ----- | ---------- |
| 1963  | 186        |
| 1975  | 151        |
| 1985  | 161        |
| 1996  | 173        |
| 2004  | 205        |

,